# جیم زولویچ
جیم زولویچ (انگلیسی: Jim Zulevic؛ ۲۰ فوریه ۱۹۶۵ – ۷ ژانویهٔ ۲۰۰۶) بازیگر، کمدین، نویسنده، مجری رادیو اهل ایالات متحده آمریکا بود که به علت سکته قلبی در سن ۴۰ سالگی درگذشت.
او در فیلم استثنایی‌ها بازی کرده‌است.